# Dipsògen
Un dipsògen és un agent que causa set. (Del grec dypsa, "set" i el sufix -gen, "crear") La set és una percepció subjectiva que proporciona la necessitat a humans i animals de prendre líquids.

## Fisiologia
Una sèrie d'hormones crea la sensació de necessitat d'ingerir líquid.
Es considera l'angiotensina II un potent dipsògen, i és un dels productes més importants de la via renina-angiotensina, mecanisme homeostàtic biològic per a la regulació dels electròlits i l'aigua en el flux sanguini i els teixits alimentats per aquest.
El sistema d'angiotensina cerebral (ANG II i III) se sap que té un paper important en el control central de la funció cardiovascular i l'homeòstasi de l'aigua corporal. Una sèrie de components del sistema d'angiotensina que inclouen pèptids actius, precursors, enzims sintètics i receptors s'han localitzat a nuclis cerebrals específics, incloent el nucli paraventricular (PVN) de l'hipotàlem.